# Ielîzavetivka, Petrîkivka
Ielîzavetivka (în ucraineană Єлизаветівка) este o comună în raionul Petrîkivka, regiunea Dnipropetrovsk, Ucraina, formată numai din satul de reședință.

## Demografie
Componența lingvistică a satului Ielîzavetivka
     Ucraineană (92,7%)
     Rusă (6,81%)
     Alte limbi (0,29%)
Conform recensământului din 2001, majoritatea populației satului Ielîzavetivka era vorbitoare de ucraineană (92,7%), existând în minoritate și vorbitori de rusă (6,81%).